# Eosentomon zhanjiangense
Eosentomon zhanjiangense är en urinsektsart som beskrevs av Zhang 1983. Eosentomon zhanjiangense ingår i släktet Eosentomon och familjen trakétrevfotingar. Inga underarter finns listade i Catalogue of Life.